# Nick Allegretti
Nick Allegretti (Frankfort, Illinois, 21 de abril de 1996) es un jugador profesional estadounidense de fútbol americano que se desempeña en la posición de lineman en Kansas City Chiefs, equipo de la National Football League (NFL).

## Carrera
Fue seleccionado en la séptima ronda en la Reunión Anual de Selección de Jugadores de la NFL de 2019. Hizo su debut profesional con el equipo Kansas City Chiefs, donde lleva jugando cinco temporadas.